# A Place in the Land
A Place in the Land ist ein US-amerikanischer Dokumentarfilm von Charles Guggenheim aus dem Jahr 1998. 

## Inhalt
Der Film beschreibt das Leben von drei Personen, die verschiedenen Generationen angehören, aber eine Gemeinsamkeit haben. George Perkins Marsh (1801–1882) war Politiker und Schriftsteller, Frederick Billings (1823–1890) war Anwalt und Laurance Spelman Rockefeller (1910–2004) war Geschäftsmann und Philanthrop.
Allen dreien gemeinsam ist die konservative politische Gesinnung und ihre Verbindung zur Kleinstadt Woodstock in Vermont, dem Geburtsort von George Perkins Marsh. Die drei Männer kauften Land auf um ihre Anhänger das Leben in Harmonie mit der Natur zu lehren. Diese Aktivitäten führten dazu, dass der Marsh-Billings-Rockefeller National Historical Park gegründet wurde.

## Hintergrund
Der Film wird täglich im Besucherzentrum des Parks aufgeführt.

## Auszeichnung
1999 wurde der Film in der Kategorie „Bester Dokumentar-Kurzfilm“ für den Oscar nominiert.